# Dindicodes costiflavens
Dindicodes costiflavens là một loài bướm đêm trong họ Geometridae.